# Неодређени интелектуални инвалидитет
Неодређени интелектуални инвалидитет је категорија резервисана за особе старије од 5 година приликом процене степена интелектуалне ометености (интелектуални развојни поремећај) посредством локално доступне процедуре је отежано или немогуће због повезаних сензорних или физичких оштећења, као код слепила или прелингвалне глувоће; локомоторни инвалидитет; или присуство озбиљног проблематичног понашања или истовременог менталног поремећаја. 
Ова категорија се користи само у изузетним околностима и захтева поновну процену након одређеног временског периода.